# VIVA World Cup 2006
Navigation
Laponie 2008
La Viva World Cup 2006 est une compétition de football qui a eu lieu en Provence/Occitanie entre le 20 novembre 2006 et le 24 novembre 2006. Il s'agit du premier tournoi de football international ouvert aux équipes nationales non affilié à la FIFA, organisé par la NF-Board,,.
Les équipes participantes furent l'Occitanie, la Laponie, Monaco et enfin l'équipe du Cameroun du Sud,. Cette dernière équipe ne put pas participer aux matchs du fait de problèmes de visa.
Initialement prévue en Chypre du Nord après validation d'une visite de reconnaissance par le président du N.F.-Board, des changements politiques sont intervenus entre-temps sur ce territoire, avec des répercussions sur la Fédération de Chypre du Nord de football,,. Les autorités locales n'admettant plus de recevoir certaines FA, le Comité d'urgence du NFB prend alors la décision d'annuler l'édition prévue là-bas et de transférer la compétition à Hyères en France,. De son côté Chypre du Nord organisera sa propre compétition, la ELF Cup (en),,.
L'équipe gagnante fut l'équipe de Laponie qui gagna 21-1 en finale contre l'équipe de Monaco,,,.

## Ville et stades
| Ville           | Stades                 | Capacité   |
| Var / PACA      | Var / PACA             | Var / PACA |
| --------------- | ---------------------- | ---------- |
| Costebelle (en) | Stade Gaby Robert (en) | 150        |
| Hyères          | Stade l'Ayguade (en)   | 500        |
| Hyères          | Stade Perruc (en)      | 1.300      |

## Tournoi

### Groupe

#### Classements et résultats
|   | Équipe          | Pts | J | G | N | P | BP | BC | Diff |
| 1 | Laponie         | 9   | 3 | 3 | 0 | 0 | 21 | 0  | +21  |
| 2 | Monaco          | 6   | 3 | 2 | 0 | 1 | 3  | 16 | -13  |
| 3 | Occitanie       | 3   | 3 | 1 | 0 | 2 | 2  | 10 | -8   |
| 4 | Cameroun du Sud | 0   | 3 | 0 | 0 | 3 | 0  | 9  | -9   |

| 20 novembre 2006 | Monaco | 3 – 0 forfait | Cameroun du Sud | Stade Gaby Robert (en), Hyères |  |
|                  |        |               |                 |                                |  |

| 20 novembre 2006 | Laponie ,                                                                                  | 7 – 0 | Occitanie, | Stade Gaby Robert (en), Hyères, |
|                  | Tom Høgli 22e · Eirik Lamøy · Steffen Nystrøm · Olav Råstad · Torkil Nilssen · Espen Bruer |       |            |                                 |
|                  | Rapport                                                                                    |       |            |                                 |

| 21 novembre 2006 | Laponie | 3 – 0 forfait | Cameroun du Sud | Stade Gaby Robert (en), Hyères |  |
|                  |         |               |                 |                                |  |

| 21 novembre 2006 | Monaco                                                   | 3 – 2 | Occitanie                                | Stade l'Ayguade (en), Hyères |  |
|                  | Olivier Lechner 20e · Guy Platto 53e · Anthony Houry 59e |       | 51e Patric Léglise · 72e Sebastian Rojas |                              |  |
|                  | Rapport                                                  |       |                                          |                              |  |

| 23 novembre 2006 | Occitanie | 3 – 0 forfait | Cameroun du Sud | Stade l'Ayguade (en), Hyères |  |
|                  |           |               |                 |                              |  |

| 23 novembre 2006 | Laponie | 14 – 0 | Monaco | Stade l'Ayguade (en), Hyères |
|                  | Trond Olsen 5e 17e 45e 50e · Steffen Nystrøm 12e 16e 23e 28e · Magnus Andersen 26e · Olav Råstad 40e · Eirik Lamøy 57e · Espen Bruer 66e · Tom Høgli 77e · Jonas Johansen 83e |        |        |                              |
|                  | Rapport |        |        |                              |

## Phase à élimination directe

### Tableau final

#### Match pour la troisième place
| 24 novembre 2006 | Occitanie | 3 – 0 forfait | Cameroun du Sud | Stade l'Ayguade (en), Hyères |  |
|                  |           |               |                 |                              |  |

#### Finale
| 24 novembre 2006 19:00 CET | Laponie , | 21 – 1 | Monaco            | Stade Perruc (en), Hyères                                   |                                                             |
|                            | Trond Olsen 5e · Tom Høgli 7e 20e 40e · Eirik Lamøy 32e 39e 51e 55e · Steffen Nystrøm 35e · Olav Råstad 38e 45e · Espen Bruer 59e 81e · Jonas Johansen 62e 65e 88e · Leif Arne Brekke 72e · Torkil Nilssen 76e 78e · Espen Minde 84e · Matti Eira 87e |        | 50e Romain Armita | Spectateurs : 150 Arbitrage : Ragnar Dahl, Per-Anders Blind | Spectateurs : 150 Arbitrage : Ragnar Dahl, Per-Anders Blind |
|                            | Rapport |        |                   | Spectateurs : 150 Arbitrage : Ragnar Dahl, Per-Anders Blind | Spectateurs : 150 Arbitrage : Ragnar Dahl, Per-Anders Blind |

## Statistiques, classements et buteurs

### Classement final
| No | Équipe          | J | V | N | D | BM | BE | DB  | Pts |
| -- | --------------- | - | - | - | - | -- | -- | --- | --- |
| 1  | Laponie         | 4 | 4 | 0 | 0 | 42 | 1  | +41 | 12  |
| 2  | Monaco          | 4 | 2 | 0 | 2 | 4  | 37 | -33 | 6   |
| 3  | Occitanie       | 4 | 2 | 0 | 2 | 2  | 10 | -8  | 6   |
| 4  | Cameroun du Sud | X | X | X | X | X  | X  | X   | X   |

### Classement des buteurs
6 buts            
- Steffen Nystrøm (en)
- Tom Høgli
- Eirik Lamøy (en)

- Trond Olsen

- Olav Råstad (en)
- Espen Bruer
- Jonas Johansen (en)

- Torkil Nilssen

- Magnus Andersen (footballer) (en)
- Matti Eira
- Espen Minde (en)
- Leif Arne Brekke (en)
- Romain Armita
- Olivier Lechner
- Guy Platto
- Anthony Houry
- Patric Léglise
- Sebastian Rojas